# Tachina metallica
Tachina metallica är en tvåvingeart som beskrevs av Brulle 1833. Tachina metallica ingår i släktet Tachina och familjen parasitflugor.
Artens utbredningsområde är Grekland. Inga underarter finns listade i Catalogue of Life.